# Guidel
Guidel (bret.: Gwidel) ist eine französische Gemeinde mit 12.236 Einwohnern (Stand: 1. Januar 2022) im Département Morbihan in der Region Bretagne. Sie gehört zum Arrondissement Lorient und zum Kanton Guidel.

## Geographie

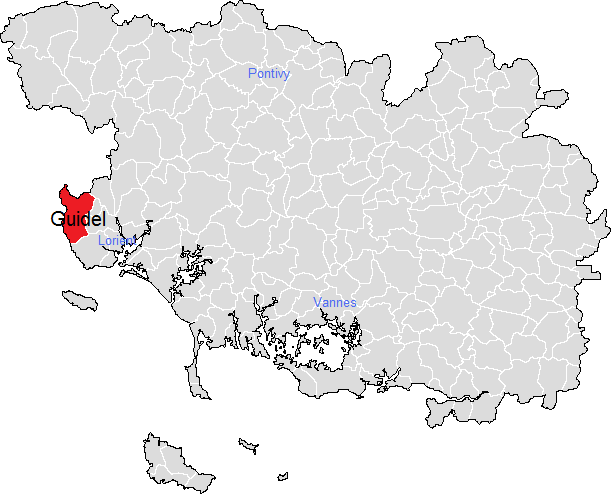
Lage von Guidel

Guidel liegt an der Atlantikküste und wird im Westen durch den Fluss Laïta begrenzt, der auch die Grenze zum Département Finistère bildet. Im Nordosten wird die Gemeinde durch das Flüsschen Scaff begrenzt.
Umgeben wird Guidel von den Nachbargemeinden Quimperlé im Norden, Gestel im Nordosten, Quéven im Osten, Plœmeur im Südosten sowie Clohars-Carnoët im Westen und Nordwesten.

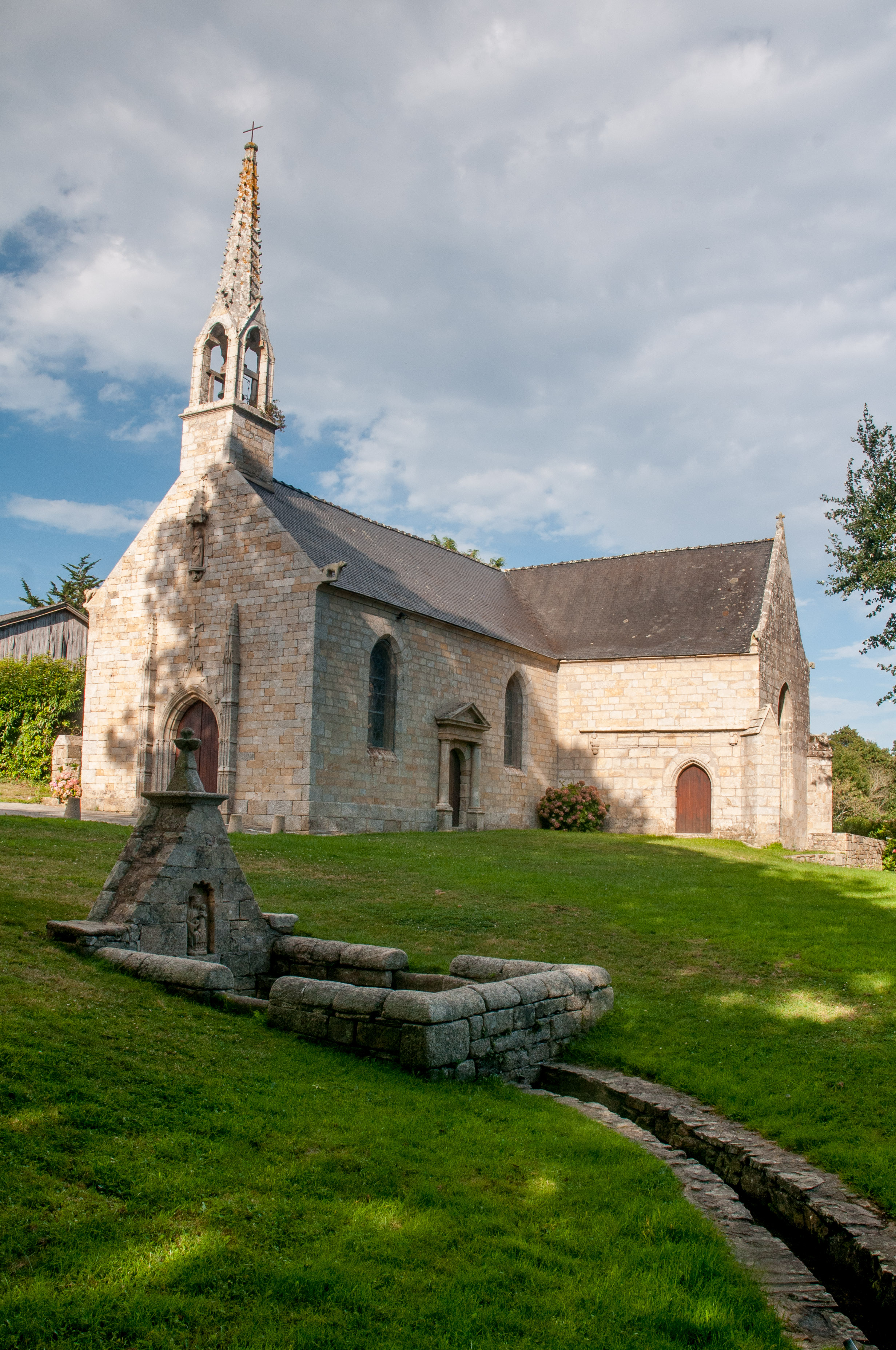
Kapelle Saint-Mathieu

## Bevölkerungsentwicklung
| Jahr                       | 1962 | 1968 | 1975 | 1982 | 1990 | 1999 | 2011   | 2019   |
| Einwohner                  | 3409 | 3367 | 4163 | 6071 | 8241 | 9156 | 10.260 | 11.767 |
| Quellen: Cassini und INSEE |      |      |      |      |      |      |        |        |

## Sehenswürdigkeiten

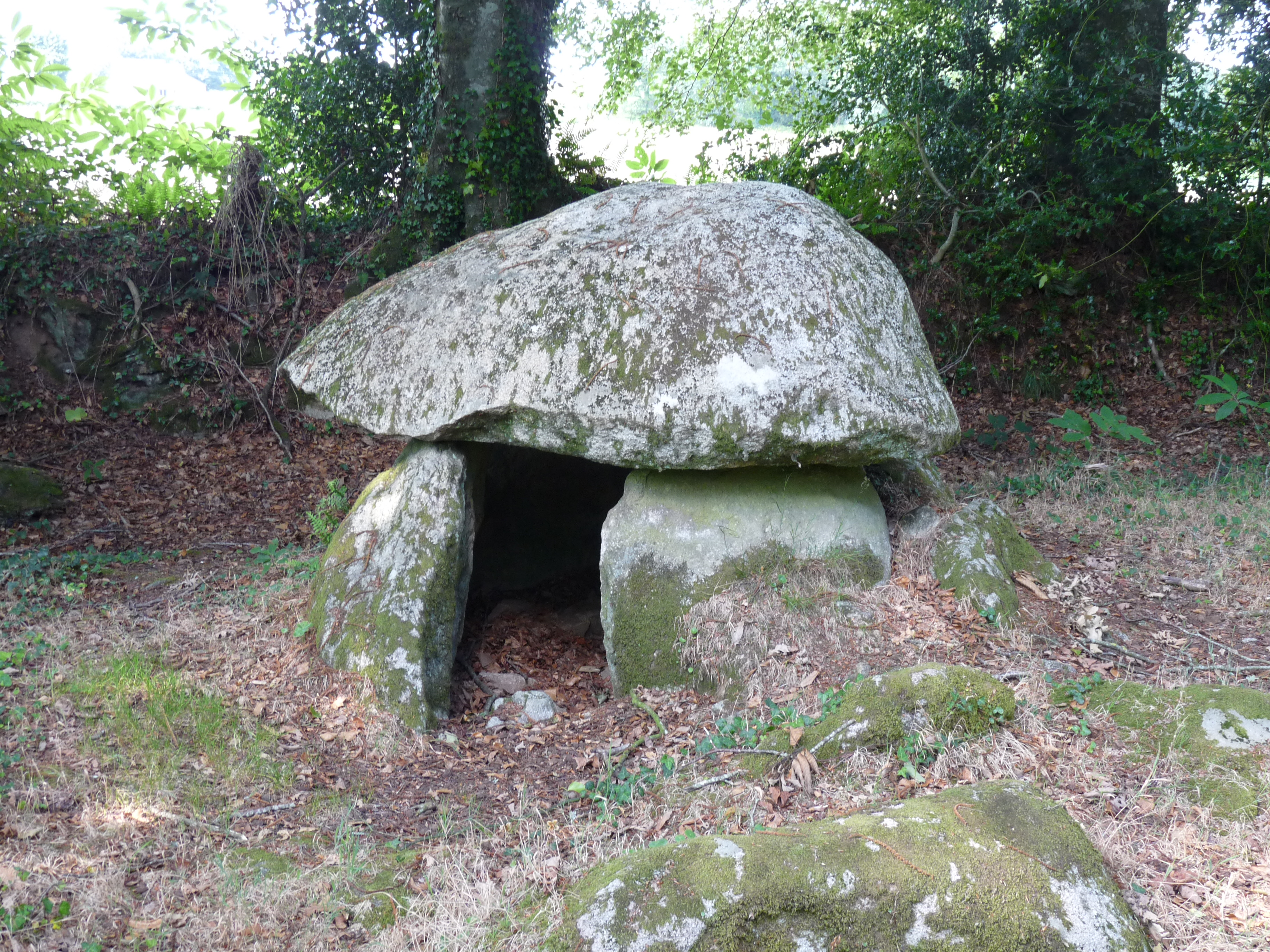
Dolmen von Lesvariel

- die Dolmen von Lesvariel, Dolmen de la Mairie, der Menhir des Cinq Chemins und die

Menhire von Kerdual sowie die Tumuli de Cruguel und Kerméné
- Archäologische Fundstätten von Kergal, Kerhar und Locmaria
- Kapelle Saint-Mathieu de Guidel, gotisches Bauwerk aus dem 15. Jahrhundert, Monument historique seit 1934
- Fort du Loch, Befestigungsanlage aus dem Jahre 1756, Monument historique seit 1960
- Manoir de Kerizouët aus dem 15. Jahrhundert
- Château de Kerbastic aus dem 15. Jahrhundert

Siehe auch: Liste der Monuments historiques in Guidel

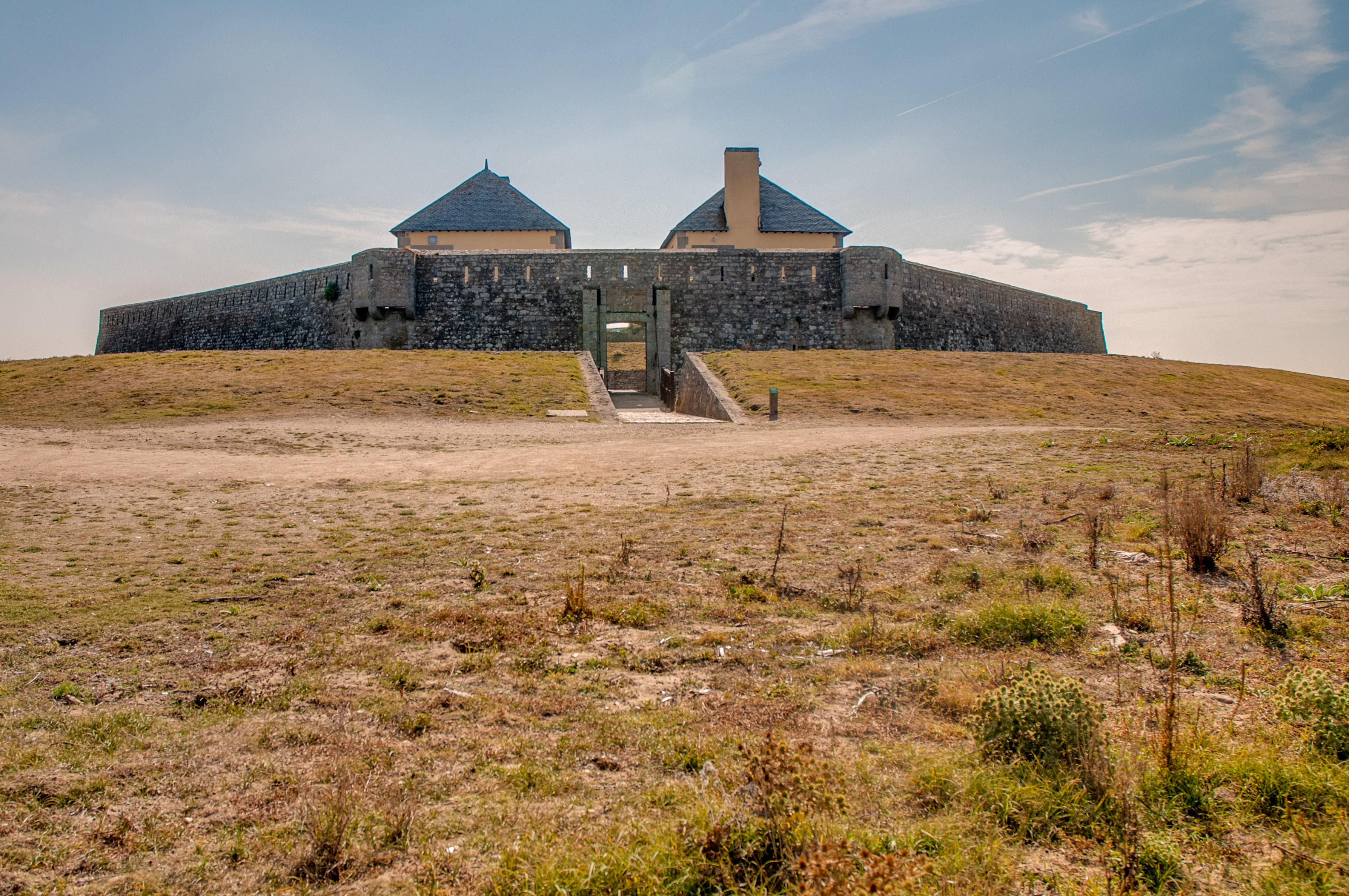
Fort du Loch

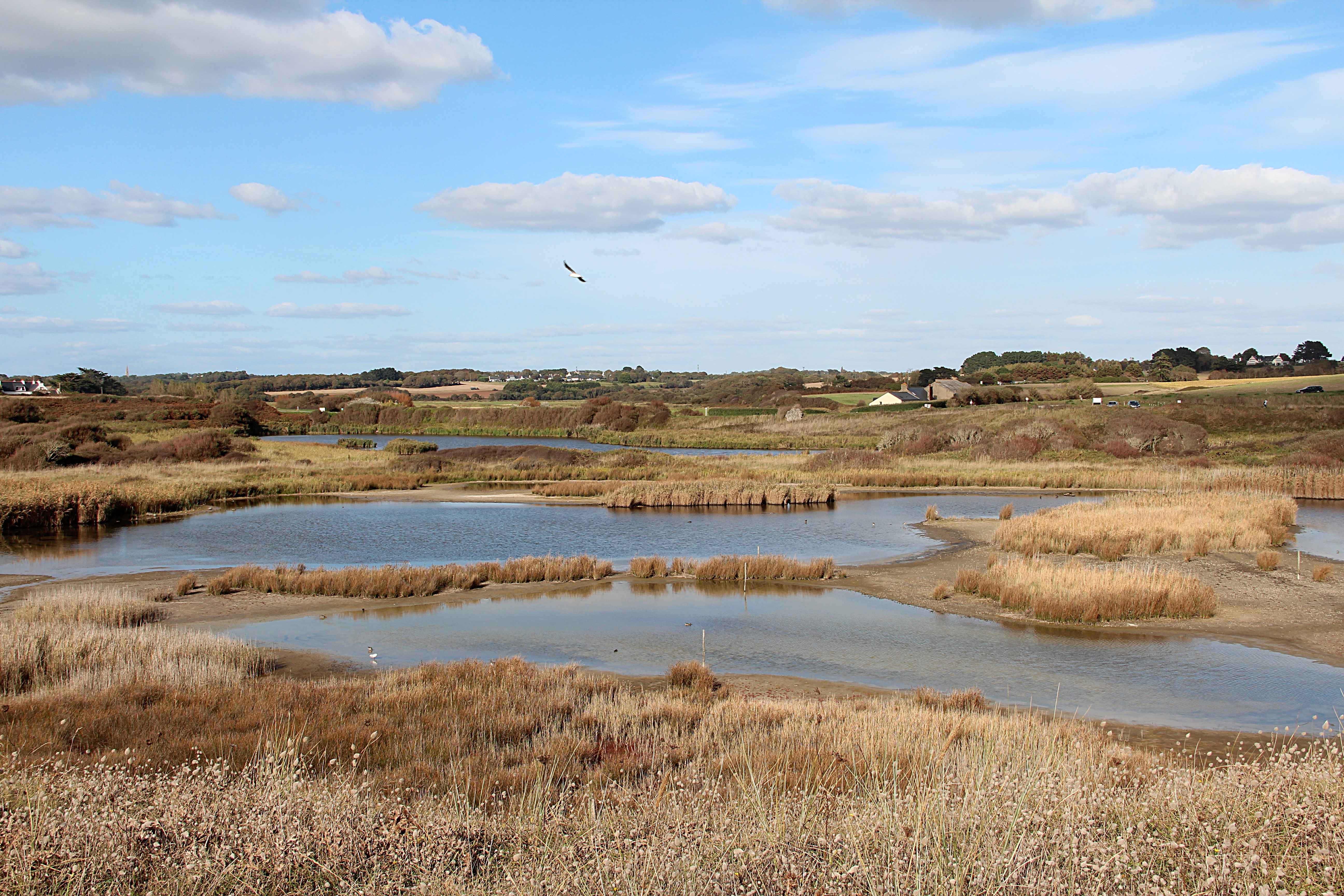
Teiche von Petit und Grand Loc'h

## Gemeindepartnerschaften
Guidel unterhält Gemeindepartnerschaften mit folgenden Gemeinden:
- Pulheim, Nordrhein-Westfalen, seit 1969
- Carrigaline, County Cork, Irland, seit 1987
- Negrești-Oaș, Kreis Satu Maru, Rumänien, seit 1996

## Persönlichkeiten
- Jacques Pâris de Bollardière (1907–1986), Brigadegeneral
- Jean-Yves Le Drian (* 1947), Politiker, Verteidigungsminister (seit 2012)